# Josep d'Ardena
Joseph d'Ardena, (Joseph d'Ardenne) vicomte d'Ille, Darnius (Catalogne), 18 octobre 1611 – Perpignan (Roussillon), 20 novembre 1677, est un militaire et un homme politique catalan du XVIIe siècle.

## Biographie
Josep d'Ardena i Sabastida est le fils aîné de Joan d'Ardena, seigneur de Darnius, et de son épouse, Lluisa de Sabastida. Il a deux frères et trois sœurs. Le 13 novembre 1638, il épouse Lluisa d'Arago i Aybar, ils ont cinq enfants :
- Thomasine, qui épouse Charles de Banyuls ;
- Marie-Louise ;
- Ignacia, qui épouse Francesch de Taberner ;
- Joseph, mort jeune ;
- et Jean, comte des Illes, qui épouse Josèphe de Calvo.

Au début de la guerre des Faucheurs (1640-1652), il prend le parti des insurgés catalans contre la monarchie espagnole. Pendant la guerre, il est maître de camp du Principat et est à la tête du régiment catalan d'Ille cavalerie . Avec ces responsabilités, il participe à la bataille du col de Balaguer en 1640, à la fameuse bataille de Montjuïc le 26 janvier 1641 contre les troupes de Pedro Fajardo,.
Peu après, le 14 février, arrive l'aide de l'armée française de Philippe de La Mothe-Houdancourt et l'armée de Jean Armand de Maillé-Brézé. Le 25 février est constitué le bataillon du Principat comme une armée régulière catalane qui va lutter avec l'armée française, armée forte de 5 000 soldats d'infanterie dirigés par Josep Sacosta et de 500 cavaliers commandés par Joseph d'Ardena, payés grâce à l'impôt du bataillon. Parallèlement est intervenue la mort de Pau Claris le 27 février 1641 et la lutte pour le pouvoir a divisé les partisans de l'alliance avec la France en deux factions : une dirigée par Josep Margarit, gouverneur de Catalogne, et l'autre par Joseph d'Ardena en personne, affrontement personnel qui allait durer jusqu'à la fin de la guerre en 1652. En récompense pour ses services, il a reçu la vicomté d'Ille en 1642.
Il a été, en compagnie de Francesc Martí, ambassadeur de Catalogne en France entre 1645 et 1648, mais en 1648 il n'a pas exécuté les ordres qu'il avait reçu de la Généralité et a été suspendu : le motif était son acceptation des traités de Westphalie lors des négociations de Münster, qui mettaient fin à la guerre de Trente Ans mais dans lesquels la Catalogne était utilisée comme une monnaie d'échange pour les Français,. Les institutions catalanes lui ont barré le chemin pour l'exercice de carrières au sein du Conseil des cent et à la Diputació del general. De toutes manières en 1650, Joseph Fontanella, régent à la chancellerie, l'a envoyé à nouveau auprès de la cour de France.
À nouveau comme commandant de la cavalerie catalane, il a participé à la bataille de Tortosa en 1648, et au début de 1650 avec un nombreux groupe de soldats français et catalans à cheval, il a pris d'assaut et il a saccagé plusieurs villes du Maestrat. Finalement il a participé au siège de Barcelone entre 1651-1652 à la suite de quoi la guerre des Faucheurs s'est achevée,.
Selon les accords de l'acte de reddition, il s'est exilé ensuite en Catalogne du Nord, d'où il va continuer les hostilités contre les Espagnols. Entre 1653 et 1655, il a participé à diverses offensives françaises contre le Principat. Quelques années après, en 1664, il a été naturalisé Français,. Il a été un des bénéficiaires des expropriations des biens des partisans de Philippe IV en Roussillon, mais il a perdu la vicomté d'Ille qu'il avait reçue en 1642, à cause des accords définitifs du traité des Pyrénées en 1659. Louis XIV, désireux de compenser les pertes subies par d'Ardena, érige la terre de Las Illas en comté des Illes en juillet 1661. En 1668 il a lutté contre les Angelets de la Terra en Roussillon, et il est mort au cours d'un de ces combats, le 20 novembre 1677,.